# 火花－台湾革命共产主义
火花－台灣革命共產主義，簡稱火花或火花－台革共，為革命共產國際（英語：Revolutionary Communist International，縮寫為RCI）的台灣支部，是一個以馬克思主義及托洛斯基主義為理論基礎的台灣左翼政治團體，成立時間約為2019年。該組織自稱為革命共產主義者，主張社會主義革命、工人階級解放，並批判資本主義體制下的剝削與壓迫。火花長期致力於台灣本地勞工運動、土地正義、平權、反資本主義議題的實踐與宣傳。

## 背景與理念
火花受列寧主義與托洛斯基主義影響明顯，強調建立無產階級的先鋒黨，並主張透過群眾動員與階級鬥爭推動社會主義革命。他們認為台灣資本主義結構與全球帝國主義緊密相連，因此社會主義革命不僅是國內任務，也是一場國際主義的鬥爭。
該組織反對台灣現有政黨（無論是泛藍或泛綠）代表工人階級利益，認為這些政黨皆為資產階級服務。火花強調建立獨立於資本勢力之外的工人政黨，以實現根本社會變革。

## 組織運作與刊物
火花除參與抗議示威與社會議題行動外，也定期出版政治評論、理論文章與翻譯馬克思主義文獻，自2023年起也會定期舉辦公開講座以及公開讀書會。他們的刊物《火花》以中文發行，內容涵蓋國際政治分析、工人鬥爭報導、理論教育與台灣本地時事評論等。

## 參與社會運動
火花的成員積極介入台灣各種社會運動，包括但不限於：
- 工會組織與勞資糾紛現場支援
- 土地正義與反迫遷運動
- 大專院校與高中學生運動
- 支持國際社會主義者的抗爭

## 政治立場
火花的立場明確反對資本主義、帝國主義與威權主義。他們主張：
- 廢除生產資料私有制與資本積累體系
- 以工人階級民主取代國會民主
- 建立由基層群眾民主選舉的工人民主政權
- 反對任何形式的一黨專制
- 推動社會化生產與分配體制
- 推動工人民主下的計劃經濟
- 落實各族群、性別與性傾向的平等權利

### 經濟上的主張
火花認為，現代社會一切的貧困、不平等、剝削與經濟危機，根源在於資本主義制度，特別是生產資料（如工廠、土地、能源、基礎建設等）為少數資本家私有並由其控制。火花主張透過革命方式，徹底廢除生產資料私有制，將產業公有化，交由工人階級民主管理。
取代資本主義市場經濟的，是由工人民主控制的計畫經濟。火花主張建立以人民需要為導向的經濟體系，由工人選舉出的代表主導生產與分配的決策，反對官僚主義與計畫的僵化。計畫經濟應在社會主義民主制度下靈活運作，保障所有人平等獲得住房、醫療、教育與文化等資源。

### 政治制度上的主張
火花認為現行的中華民國憲政體制不過是資產階級民主制度的一種形式，本質上服務於資本家與統治階級利益。他們主張透過工人階級鬥爭推翻現有政權，建立工人議會（蘇維埃）形式的政權，以工人民主作為核心政治形式，代替資產階級選舉政治。火花遵循馬克思與列寧的國家學說，認為現存國家機器（軍隊、警察、法院等）無法改良，必須徹底打碎舊的國家機器，建立由勞動人民直接參與作為取代力量。
火花反對民族主義與社會民主路線，主張台灣革命無法在一國完成，必須與全球特別是中國及東亞的工人階級密切結合，實現世界革命。

## 統獨立場
在台灣主權問題上，火花反對「台灣獨立」被資產階級利用為壓制階級鬥爭的工具，也反對「兩岸統一」被用來壓制台灣人民的政治經濟與文化自決，而是從階級角度主張「台灣無產階級自決」，並反對任何形式的資產階級民族主義。

### 對中華人民共和國的立場
火花認為，中華人民共和國已由1949年建立時的官僚式墮落的工人國家成為完全的威權資本主義國家與帝國主義國家。中華人民共和國的國家機器長期由中國共產黨的官僚資產階級控制。其「社會主義」招牌只是維持統治合法性的空殼，實質上推行「資本主義剝削」，並壓制工運與少數民族權利。
火花認為，推翻中共政權並非靠資產階級自由派或外國干預，而應由中國工人階級自下而上展開社會主義革命。這樣的革命應推翻官僚資產階級的統治，並建立由工人民主控制的勞動者政權，同時與國際工運連結，走向世界革命與國際主義。

### 對中華民國的立場
火花指出，中華民國政府是資產階級專政的政體，由資本家與國家機器（軍隊、警察、官僚體系）共同維持現有的階級秩序。他們認為，無論是中國國民黨或民主進步黨，皆代表本地或外資資本的利益，對勞動者階級毫無根本代表性。
火花主張終結中華民國在台灣的統治，改由本土的自下而上的工人民主政權統治台澎金馬地區。

### 對台灣獨立的觀點
火花認為台灣具有實質獨立政治現狀與經濟現狀，並支援台灣人民的自決權利，但他們反對將台灣民族主義視為目的本身。他們認為，只有透過台灣無產階級組織起來、推翻本地資本主義政權，才能真正實現台灣的自由與民主，並進一步與亞洲及全球的無產階級革命連結。
火花拒絕傳統獨派的民族主義解決方案。火花強調，只有在無產階級掌握政權、建立無產階級民主的社會主義制度後，由台灣無產階級在不受任何資產階級國家外力干預下自決決定與中國大陸的關係。他們提倡的是在工人民主的基礎上，由世界上各無產階級政權構成的社會主義聯邦。在這之前，應保障台灣人民的言論自由、結社自由與自決自由。

## 外部連結
- 火花官方網站
- 火花 Facebook
- 火花 Instagram